# Le Véloce-sport
Le Véloce-sport est un journal hebdomadaire français consacré au cyclisme.
La revue publie notamment des circuits de randonnées à vélo. On peut lire par exemple en 1889 le descriptif d'un parcours entre l'Aude et les Pyrénées-Orientales, allant de Quillan à Caudiès-de-Fenouillèdes. Bien que décrit comme pittoresque, le trajet exige, avec les vélos de l'époque, de descendre fréquemment de selle. 
Le Véloce-sport organise le premier Bordeaux-Paris en 1891.
Il est consultable en ligne sur Gallica pour les années 1885 à 1897.